# Texacephale
Техацефал (лат. Texacephale; букв. «голова из Техаса») — род растительноядных динозавров семейства пахицефалозаврид, обитавших в позднем меловом периоде (кампан, около 83,5—70,6 миллионов лет назад) на территории Северной Америки. Его окаменелости были обнаружены в 2008 году в меловом формировании Агуха (Aguja) на территории национального парка Биг-Бенд (Big Bend) в штате Техас и описаны в 2010 году группой учёных во главе с Лонгричем (Longrich N.R.). Типовым видом является Texacephale langstoni.
В общей сложности учёным удалось обнаружить фрагменты двух черепов.
Размером Texacephale langstoni был примерно с современную собаку и питался растительной пищей. Передвигался на двух конечностях и обладал мощным черепом. На голове имелся костяной вырост, который служил ящеру орудием борьбы с сородичами.
Находка Texacephale послужила очередным доказательством того, что динозавры северной части континента сильно отличались от своих южных собратьев. Учёные полагают, что на одной территории с Texacephale жили ископаемые крокодилы дейнозухи, тираннозавры и дромеозавриды.